# Hengistbury Head
Hengistbury Head est un promontoire du Dorset qui s'avance dans la Manche entre Bournemouth et Christchurch. C'est un site d'importance internationale du point de vue archéologique et il est en conséquence classé monument historique. [1] Déclarée réserve naturelle locale en 1990, le promontoire et ses environs font partie du site d’intérêt scientifique particulier du port de Christchurch. Il s'agit également d'une zone spéciale de conservation , d'une zone de protection spéciale , d'une zone sensible pour l'environnement et d'un site présentant un intérêt pour la conservation de la nature. Le nom de « Hengistbury Head » désigne l'ensemble du site. La partie surélevée du promontoire est connue sous le nom de « Warren Hill ».
Le site est fréquenté par les humains depuis le Paléolithique supérieur,. La hauteur de Warren Hill porte ainsi une variété de vestiges datés d’environ 10 000 av . J.-C. jusqu’à l’époque Romaine.
En conséquence de cet intérêt tant historique qu'écologique, le site d'Hengistbury head reçoit plus d'un million de visiteurs par an.

## Localisation
Hengistbury Head est un promontoire en grès faisant partie de Southbourne, la banlieue la plus à l'est de l'arrondissement de Bournemouth. Le promontoire marque le point le plus à l'est de la baie de Poole, sur la Manche. La ville la plus proche est Christchurch au nord. Le versant nord de Warren Hill se prolonge au nord dans la mer et forme le « Mudeford pit », un banc de sable fermant la baie de Christchurch au sud. Faisant historiquement partie du Hampshire, Hengistbury head a rejoint le Dorset en 1972.

## Toponymie
Mentionné comme Hednesburia dans un acte d' église du début du XIIe siècle, appelé Hynesbury Head au XVIIe siècle, Hengistbury ne prit son orthographe actuelle qu'au XIXe siècle, une période empreinte de « romantisme antique » selon l'archéologue Barry Cunliffe. L'époque voulait que le légendaire chef anglo-saxon Hengist ait été inhumé là. Les fouilles archéologiques ont cependant permis d'établir au XXe siècle que les tumulus d'Hengistbury Head remontaient à l' âge du bronze.

## Histoire
Hengistbury Head abrite une pléthore de sites archéologiques d'importance, datés du paléolithique supérieur à la période romaine. Le site a été ensuite lentement abandonné au haut Moyen Âge, après les invasions anglo-saxonnes. Hengistbury head n'est réellement réinvestie qu'à la période moderne.

### Paléolithique supérieur et mésolithique
Plusieurs fouilles archéologiques ont révélé que le site était occupé pendant le Paléolithique supérieur. Les traces d'une station datée du Creswellien ont été retrouvées sur la colline au milieu du promontoire. L'ensemble est daté d'environ 14 100 ans. Avec plus de 13 000 artéfacts lithiques, il s’agit probablement du site le plus vaste de cette période.
À cette époque, le promontoire de Hengistbury aurait surplombé une large vallée fluviale, vallée qui allait devenir la Manche à la suite de la montée des eaux marines. L'analyse du pollen des sédiments du lit du Solent suggère pendant cette période, un promontoire légèrement boisé, relativement dépourvu de sous-bois, un habitat idéal pour le gibier et la chasse.

### Âge du Bronze
Durant l'âge du bronze, Hengistbury head est le siège d'un établissement portuaire d'importance. Mais la péninsule semble surtout affectée à une fonction funéraire. Onze tumulus de l'âge du bronze se trouvent sur le sommet du Warren Hill. Deux autres se trouvent un peu plus à l'intérieur des terres. Plusieurs ont été fouillés, trois par Bushe Fox en 1911-1912 et huit par Harold St George Gray en 1919 et 1922. Deux semblent être encore intacts. De nombreuses trouvailles, notamment des haches de l'âge du bronze ancien et des urnes de crémation, ont été retrouvées dans ces tumulus, dont l'âge se situe entre 3 500 et 4 000 ans.
L'une des sépultures contenait la crémation d'un statut élevé d'une femme d'environ vingt ans, accompagnée d'un godet à encens, d'un pendentif fait d'ambre et d'un alliage de cuivre, et de deux cônes en or qui auraient recouvert des boutons en matière organique. Les dépôts funéraires retrouvés sont similaires à ceux de la culture du Wessex. Une urne provenant de l’un des tumulus a été identifiée comme étant de type Trevisker, un type de la fin de la riche culture du Wessex et du début de la culture archéologique de Deverel–Rimbury, largement répandu dans le Devon et le Cornwall, et plus rarement découvert vers l'Est. L'urne type Trevisker de Hengistbury head est la plus orientale de ce type mise au jour.

### Âge du Fer
Vers 700 av. J.-C., un habitat prend place sur le promontoire. C'est à la même époque que celui-ci a été coupé du continent par la construction de deux fossés et levées de terre appelés le Double Dykes, similaires à ceux de Maiden Castle. La construction consiste en une levée de terre originellement de 5 m de haut et 14 m de large, précédée d'un fossé de 5 m de profondeur. En avant de ce dispositif se trouve un second système de fortification, une levée de terre de 10 m de large et 1,5 m de hauteur, accompagné d'un fossé de 7 m de large pour 2 m de profondeur. Ce second système de fortification est aujourd'hui occulté par l'action des vents. Ces défenses ont transformé Hengistbury Head en habitat fortifié qui semble s’être développé au cours des siècles pour devenir un port important. Le site constitue le terminus d'une petite chaîne de fortifications, partant de Hambledon Hill, et comprenant également les Hillforts de Hod Hill, Spetisbury Rings, Buzbury Rings, Badbury Rings et Dudsbury Camp.
Les fouilles ont révélé de nombreuses traces de travail du métal. Lors de ces fouilles de 1911-1912, Joscelyn Plunket Bushe-Fox a trouvé des preuves d’utilisation de plomb, de cuivre et d’argent. Deux lingots découverts à ce moment-là ont révélé que des matières premières auraient été importées dans la région. Un lingot était en cuivre presque pur, tandis que l’autre, qui pesait 8,6 kg, contenait environ 50/50 alliages de cuivre et d’argent avec environ un pour cent d’or. Du cuivre argentifère a été raffiné pour produire de l'argent. Il y a également des indications que l'or a été travaillé à Hengistbury. Enfin des traces de travail de minerais de fer ont été relevées.
Des milliers de pièces de bronze datant de la période pré-romaine ont également été découvertes, la grande majorité ayant été frappée par les Durotriges. L'abondance de pièces de monnaie, ainsi que de divers foyers et résidus de fusion découverts à proximité, suggère que les monnaies durotriges ont été frappées sur place.
Le niveau avancé de la métallurgie dans la région a permis que Hengistbury Head devienne un port important de l'âge du fer, faisant le commerce de métal travaillé en fer, en argent et en bronze contre des produits méditerranéens. Le site offre en effet un accès facile depuis le continent, un mouillage protégé, la possibilité d'un transport par cabotage côtier et l'accès à l'intérieur des terres via les rivières Stour et Avon.
Des pièces de monnaie armoricaines et des poteries découvertes ici montrent des liens vers la péninsule bretonne. Un grand nombre d'amphores utilisées pour le commerce du vin a d'ailleurs été retrouvé sur le site, plus que sur les autres sites d'Angleterre méridionale, montrant ainsi que Hengistbury Head était l'un des principaux ports du pays. Cependant, aucune amphore similaire n'a été découvert en Armorique, ce qui suggère une route commerciale plus directe entre Hengistbury Head et l'Italie. La découverte du site d'Urville-Nacqueville en Normandie est peut-être l'un des points de cette route. Le commerce du vin semble avoir diminué à peu près au moment où César a commencé sa conquête de la Gaule.

### Périodes romaine et médiévale
Après la conquête romaine de la Grande-Bretagne sous le règne de Claude, le sud-est de l'Angleterre commence à développer une économie plus urbaine. Le système socio-économique du sud-ouest demeure, lui, peu modifié. Hengistbury sert toujours de plaque tournante importante pour les Durotriges et les peuples environnants, tels que les Dumnonii de Cornouailles et du Devon. Le site est progressivement désaffecté au cours du temps.
La promontoire n'a pas été sensiblement réoccupée jusqu'à ce qu'Alfred le Grand décide de reconstruire là, un port pour se défendre contre les raiders. Il fonde la ville de Christchurch, au nord de la baie pour défendre l’accès à Salisbury par la rivière Avon. Au XIe siècle, la construction du château de Christchurch utilise des pierres du promontoire de Hengistbury Head. On peut encore voir ces pierres de couleur rougeâtre, car riches en minerai de fer, à la base du château.

### Période moderne
À la fin des années 1600, des travaux, visant à améliorer le port de Christchurch sont lancés. Un chenal est creusé dans la mer, et une jetée a été construite à l'aide de blocs de pierre issus de Hengistbury Head. Le projet s'est révélé mal conçus. La jetée était mal positionnée et les tempêtes ont rapidement détruits la plupart des aménagements. Des parties de la jetée, connues sous le nom de "Clarendon's Jetty" ou des "Long Rocks" sont encore visibles aujourd'hui.
À partir de 1733 et la promulgation d'une nouvelle loi douanière, le site devient un haut lieu de la contrebande. De 1848 à 1872, la Hengistbury Mining Company - formée par un marchand basé à Christchurch, John E. Holloway - a extrait un grand nombre de blocs de pierre par l'exploitation de carrières. Ces rochers, connus sous le nom d'« Iron Doggers », étaient prisés pour leur grande quantité de minerai de fer. Holloway apportait du charbon de Southampton et se servait des Iron Doggers  comme lest pour le voyage de retour. 
Cette exploitation n'a pas été sans conséquences. Ces pierres forment la base de Hengistbury Head et le retrait d’un grand nombre de Doggers au fil des ans a affaibli le promontoire. Ces excavations, s'ajoutant aux précédentes, ont entraîné la perte d'un tiers de la péninsule, principalement en raison de l'érosion après la fermeture des carrières. Le limon emporté a également menacé l'écologie du marais salant attenant.
En 1910, le promontoire de Hengistbury Head accueille le premier meeting international d’aviation de Grande-Bretagne à l'aide d'un aérodrome spécialement aménagé, entre les "Double Dykes" et le village voisin de Tuckton. Le Bournemouth Borough Council a acheté le site en 1930. Cependant, durant la Seconde Guerre mondiale, le promontoire est occupé par l'armée, devenant le siège de nombreuses installations, notamment une station radar. Le site est finalement débarrassée des défenses militaires dans les années 1950.
Le site est aujourd'hui une réserve naturelle, gérée par le Bournemouth Borough Council. Le site est aménagé pour accueillir les visiteurs et un nouveau centre d'accueil des visiteurs a ouvert ses portes en décembre 2013. Ce centre permet d'informer le visiteur sur l’archéologie, l’écologie et la géologie du site.